# ボディビル
ボディビル（Bodybuilding、ボディビルディング）とは、筋肉組織の構築を制御ないし発達を目的とした漸進性抵抗運動（Progressive Resistance Exercise）。肉体的強さではなく、あくまで外見が重要であり、重量挙げとは別物である。これに従事する者たちは「ボディビルダー(Bodybuilder)」 と呼ばれる。競技に参加するボディビルダーたちは、体躯の調和・均整美、筋骨の強壮さ、筋肉の大きさ、体調を競い、舞台に立つにあたって格付け審査員に向けて構えをきめる。ボディビルダーたちは、脱水とカーボ・ローディング（Carbo-Loading, 炭水化物の摂取を増やすことで、グリコーゲン（Glycogen）を体内に貯蓄する食事法）を組み合わせ、競技出場前の最終段階において不要な体脂肪を減らし、最大量の筋肉とその鮮明な輪郭および血管の分布の構築を完遂する。舞台上集中光線を浴びる彼らは明暗を強調する目的から、身体を日焼けさせ、体毛を剃る。国際ボディビル連盟が主催する『ミスター・オリンピア』(Mr. Olympia)で優勝した者は、ボディビル界の頂点に立つ存在と見なされることが多い。1950年以来、全米ボディビル愛好協会 （The National Amateur Body-Builders' Association） が主催する世界選手権では、アーノルド・シュワルツェネッガー （Arnold Schwarzenegger）を始めとする名の知れた受賞者がおり、これに勝ち残った者は専門職としての運動競技選手になることが多い。
ボディビルにおいては、薬物の服用は禁止である。また、ボディビルにおいては実演よりも外見が重要視される。筋肉の発達や性能を高めるよりも、見た目を重視する目的から、薬物に手を出す者もいる。表向きは「薬物の服用は禁止」であるが、実際には、筋肉増強作用を持つアナボリック・ステロイド（Anabolic Steroid）を服用するボディビルダーは数多い。
ボディビルダーの独自性は比較ができないものであり、ボディビルは個性の構築を主体的に強化する可能性がある一方で、個性の葛藤、不快な経験、自我の危険性をもたらす可能性があることを示唆している。
ボディビルダーたちは、自分たちのやっていることを「運動競技」と考えているが、主流のスポーツ界はそのようには見做しておらず、ボディビルは正当性の危機に直面している。国際オリンピック委員会も同様の立場であり、ボディビルを「運動競技」とは見做していない。ボディビルダーたちによる薬物乱用の問題が基本的な焦点となっている。

## 歴史
古代エジプトやギリシアにおいては、大きな石を持ち上げる競争行為が行われていた。
西洋においては、1880年から1953年にかけて重量挙げが発展し、剛力自慢の者たちは一般大衆に向けて自身の力強さをこれみよがしに見せ付け、互いに競い合った。比重が置かれたのは参加者たちの体格ではなく、彼らの四肢と腹部は大抵は脂肪で太っていた。
インドのタミル・ナードゥ州マドゥライでは、巨大な球形の石を持ち上げる競技が行われていた。古代において、これは結婚前の若い男性の勇気と力強さを試すために行われていた、と考えられている。

### ユージン・サンドウ

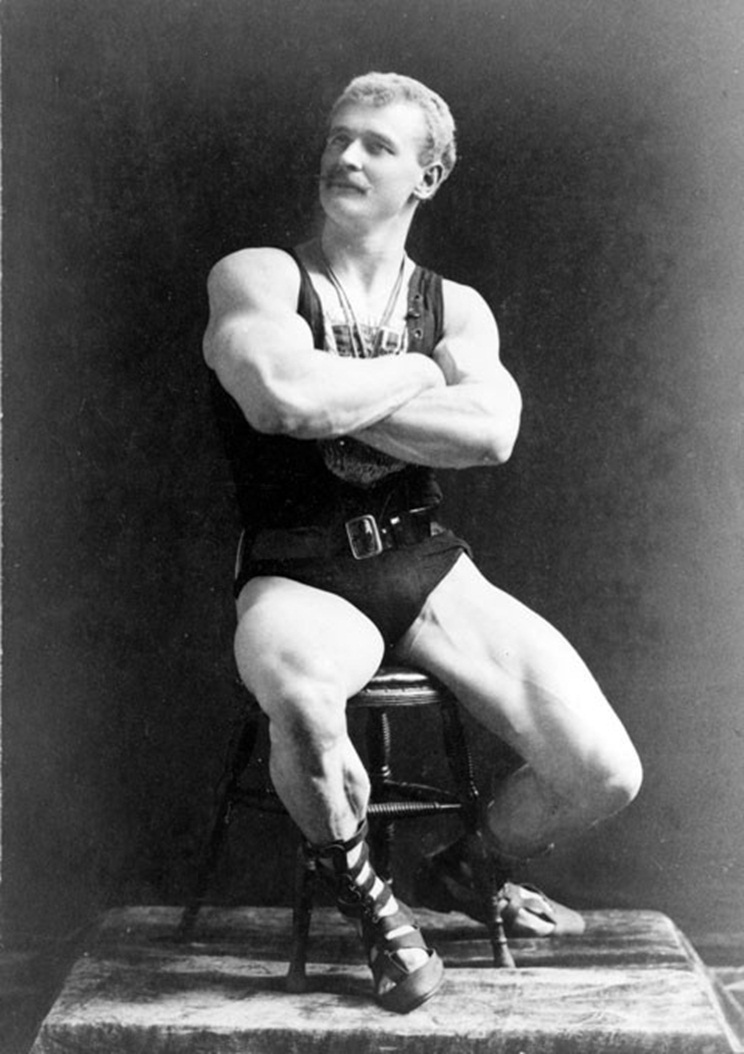
ユージン・サンドウ

19世紀末、ドイツ人のユージン・サンドウ（Eugen Sandow）がボディビルの普及を推進した。鍛え上げられた肉体を観衆に披露して楽しんでもらおうと考えたサンドウは、「筋肉展示公演会」と題した催し物を開いた。だが、集まった男たちは自身の肉体の誇示が目的であったり、格闘試合の実演として登場しただけであった。サンドウは、フローレンツ・ズィークフェルト（Florenz Ziegfeld）とともに肉体披露の見世物を主催した。構えをきめる一連の動作が広く受け入れられたサンドウは、自身の名前を商標にした製品を売り出し始め、ダンベル、ばね、伸長帯といった運動器具を販売した。サンドウの肉体の写真が印刷された判も数千枚販売された。
1898年、サンドウは雑誌『Physical Culture』を創刊した。

### ボディビル競技会
1901年9月14日、サンドウは、ロンドンにあるロイヤル・アルバート・ホール（The Royal Albert Hall）にて、「大競技会」と題したボディビル大会を開催した。サンドウ、チャールズ・ラース（Charles Lawes）、アーサー・コナン・ドイル（Arthur Conan Doyle）が審査員を務めたこの競技会は大きな成功を収めた。優勝したのはノッティンガム出身のウィリアム・L・マーリイ（William L. Murray）で、フレデリック・ポメロイ（Frederick Pomeroy）が彫刻したサンドウの黄金像が贈呈された。次点のD・クーパー（D. Cooper）には銀の像が、第三位のA・C・スマイツ （A.C. Smythe）には青銅の像が贈呈された。
審査の基準は厳格であり、サンドウは、筋肉や体格以外の要素も加点する趣旨を明言した。サンドウが要求したのは、筋肉だけでなく、左右対称の均整の取れた体型であった。サンドウの定めた審査の基準となったのは以下の要素であった。
- 総合的な発達
- 発達の均等および均一性
- 組織の状態や調子
- 総合的な健康状態
- 皮膚の状態

サンドウは、「賞は、大きな筋肉に対してではなく、均整の取れた発達を見せている者に授与される」と述べた。1950年に全米ボディビル愛好協会 (The National Amateur Body-Builders' Association, NABBA) が主催した競技会で優勝したスティーヴ・リーヴス (Steve Reeves) に、A・C・スマイツが受け取った青銅の像と同じものが贈られた。1977年に国際ボディビル連盟 (The International Federation of BodyBuilders, IFBB) が開催した『ミスター・オリンピア』(Mr. Olympia) にて優勝したフランク・ゼイン (Frank Zane) に青銅の像の複製品が贈呈されると、それ以降はこの複製品が贈られるのが慣習となった。
1903年12月28日から1904年1月2日にかけて、ニューヨークにあるマディソン・スクエア・ガーデン (The Madison Square Garden) にて、大規模なボディビル競技会が開催された。この競技会を宣伝したのはベルナール・マクファデン (Bernarr Macfadden) であった。マクファデンは、雑誌『Physical Development』の創刊者でもあった。この大会で優勝したのはアル・トレロアー (Al Treloar) であった。トレロアーは賞金として1000ドルを受け取ったが、これは当時としてはかなりの高額であった。この2週間後、トマス・エディスン (Thomas Edison) は、トレロアーが見せた一連の構えを映像に収めた。エディスンはまた、サンドウの構えも映像に収めている。ベルナール・マクファデンとチャールズ・アトラス (Charles Atlas) はイングランドに移住し、ボディビルの普及を推進した。
1925年10月14日、サンドウはロンドンにて、脳出血を起こして死亡した。58歳であった。

### 1930年以前のボディビルダー
1930年以前のボディビルダーには、ライオネル・ストロングフォート (Lionel Strongfort)や、第一次世界大戦に従軍して片足を失ったアラン・P・ミード (Alan P. Mead) がいる。俳優のフランセス・X・ブッシュマン (Francis X. Bushman) は、無声映画に出演する前は彫刻の題材にもなっていた。

### 1950年代–1960年代
1946年、カナダ人の兄弟であるジョー・ウイダー (Joe Weider) とベン・ウイダー (Ben Weider) が、「国際ボディビル連盟」(The International Federation of Bodybuilders, IFBB) を設立した。1950年代から1960年代にかけて、力強さと体操の熱烈な推進者が現われるようになり、時を同じくして、ボディビル雑誌、筋力鍛錬の基本原則、筋肉肥大と体脂肪減少に向けての栄養摂取、タンパク質や栄養補助食品、体格を競い合う大会の普及に伴い、ボディビルの人気も上がるようになった。「ゴールド・ジム」(Gold's Gym) のような「筋金入り」の筋力鍛錬施設が登場したのは1965年8月のことであった。
1965年9月18日、ウイダー兄弟は『ミスター・オリンピア』(Mr. Olympia) と題したボディビル大会を初めて主催した。この大会で優勝を果たしたのはラリー・スコット (Larry Scott) であった。スコットは翌年に開催された大会にも出場し、優勝している。1965年以降、『ミスター・オリンピア』は17の都市で開催されている。
1939年7月4日に「全米体操愛好連盟」(The Amateur Athletic Union) が初めて主催した『Mr. America』のような、ボディビル団体が開催する競技会は多数あるが、主流のボディビル団体は国際ボディビル連盟である。「全米ボディビル愛好協会」(The National Amateur Body-Builders' Association, NABBA) が毎年主催するボディビル大会『The Universe Championships』（『世界選手権』）があるが、これは元々『Mr. Universe』（「ミスター・ユニヴァース」）という題名の選手権であった。アーノルド・シュワルツェネッガー (Arnold Schwarzenegger) もこの大会に何度か出場し、『ミスター・ユニヴァース』の称号を獲得している。
カリフォルニア州サンタ・モニカにあるマッスル・ビーチ (Muscle Beach) は、1934年以降、体操や重量挙げといった、身体を鍛える者たちの場所となっている。ジャック・ララーヌやスティーヴ・リーヴスもここで鍛錬に励んだ。

### アナボリック・ステロイドの服用

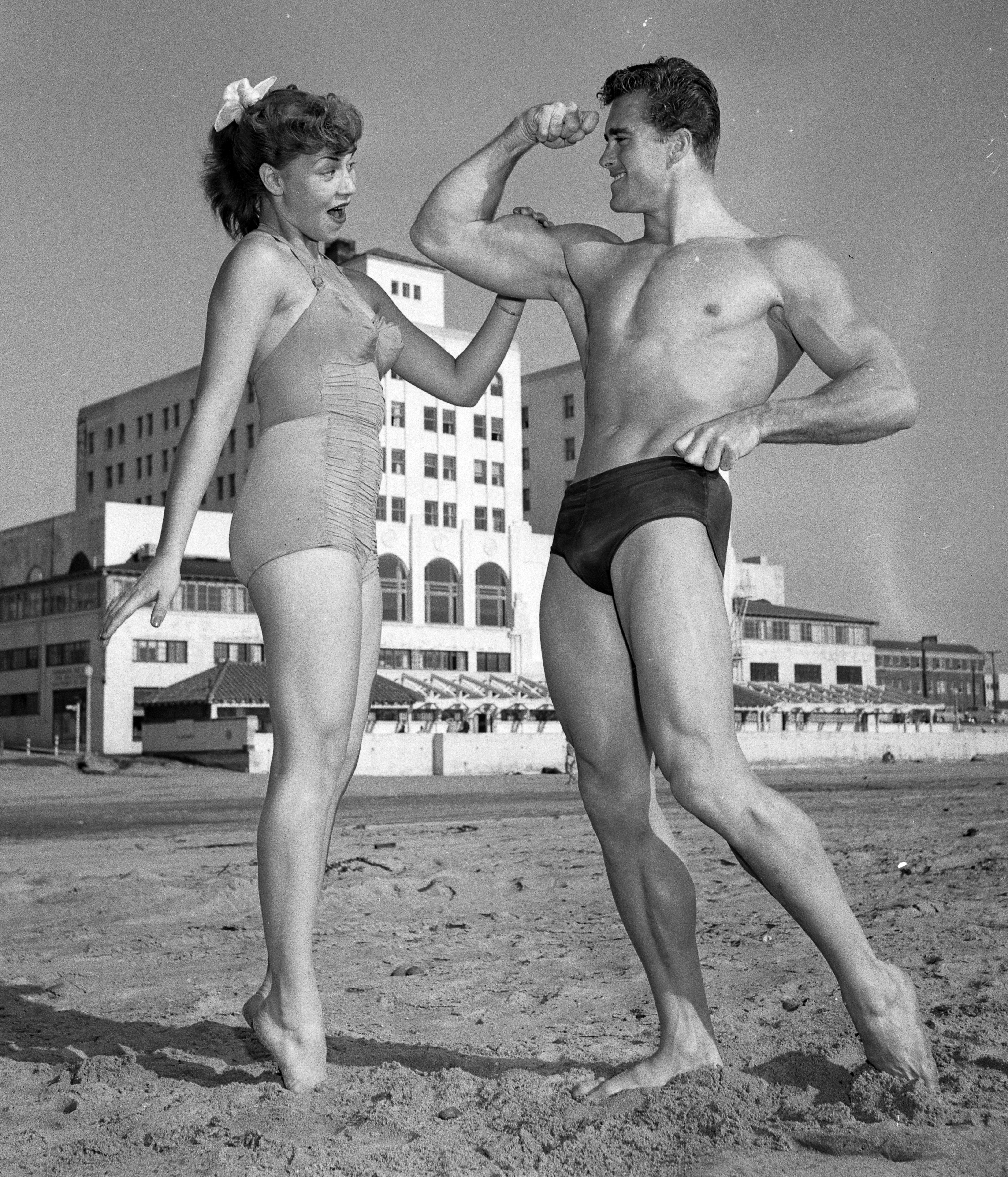
1953年撮影。筋肉を誇示するように構えるエド・フューリイ (Ed Fury)。隣に立っているのはジャッキー・コーイ (Jackie Coey)。

1970年代になると、媒体を通じて、フランコ・コロンボ (Franco Columbu)、ハロルド・プール (Harold Poole)、デイヴ・ドレイパー (Dave Draper)、フランク・ゼイン (Frank Zane)、ラリー・スコット (Larry Scott) といった複数のボディビルダーの名前が知れ渡るようになった。しかし、筋肉増強作用を持つアナボリック・ステロイド (Anabolic Steroid) を服用するボディビルダーも現われるようになった。トム・プラッツ (Tom Platz) やポール・デメーヨ (Paul Demayo) のように、身体の一部だけが発達しているボディビルダーもいる。
アナボリック・ステロイドは、男性ホルモンの一種であるテストステロン (Testosterone) の合成誘導体 (Synthetic Derivatives) であり、筋肉の大きさや筋力の増幅に影響を及ぼす。1960年代、運動競技選手が薬物として服用した初のステロイドの一つであった。1974年、国際オリンピック委員会 (The International Olympic Committee) は、ステロイドの服用を正式に禁止した。除脂肪体重、筋力、全体的な運動能力を向上させる目的で、運動競技に出場する選手たちが服用してきた。
キューバ出身のボディビルダー、セルフィオ・オリバ (Sergio Oliva) は、1967年、1968年、1969年に開催された『ミスター・オリンピア』で優勝を果たしているが、1970年から1975年にかけて出場し、オリバを破った人物がいた。その人物こそが、アーノルド・シュワルツェネッガーであった。シュワルツェネッガーは、『ミスター・オリンピア』の称号を七回獲得している。1980年の大会で七度目の『ミスター・オリンピア』の称号を獲得したのち、シュワルツェネッガーは、ボディビルからの引退を表明した。
1977年の記録映画『Pumping Iron』に出演したシュワルツェネッガーは、その時点ではステロイドの服用を認めなかったが、のちに「競技で優位に立ちたければ、手段を選んではいけない」と語っている。
1977年に発売された小冊子『Arnold: Developing a Mr Universe Physique』の中で、シュワルツェネッガーはステロイドの服用について、「大会出場の準備に向けて、筋肉の質量を維持するためだ」という趣旨を強調し、以下のように語っている。「仲間のボディビルダーたちを擁護するわけではないが、筋肉組織を構築する薬物に関する私自身の経験について書いておきたい。そう、私はステロイドを服用した。だが、ステロイドだけでこの身体になったわけではない。アナボリック・ステロイドは、競技会に向けて厳しい食事制限に励みつつ、筋肉の質量を維持するのに役立ちました。ステロイドを服用したのは、筋肉の発達のためではなく、減量期に入ったあとの筋肉量の維持のために使ったのです」
2009年、彼は「ステロイドの服用については後悔していない」と述べた。シュワルツェネッガーはステロイドの服用を認めているが、当時は合法であった趣旨を強調した。「（ステロイドの服用については）後悔していない。当時、新しいものが世に出てきて、医師の監督のもとで服用したんだ」「実験していたのさ。新しい存在だったんだよ。時計の針を戻して、『今ならこのことについて考えを改めるだろう』とは言えないよ」と語った。彼はまた、「子供たちに間違った教訓を与えてしまうから、薬物の服用は奨励しない」が、「運動競技選手たちが、自身の能力を向上させる目的で栄養補助食品や合法物質を摂取することについては何の問題も無い」と述べた。
アナボリック・ステロイドについて、セルフィオ・オリバはナンドロロン (Deca-Durabolin) とダイアナボル (Metandienone) を服用していた。ステロイドの服用について、オリバは以下のように語っている。
「これは、人々が大いに関心を示す分野だ。誰がステロイドを使おうが、それ自体は個人の自由さ…その人の人生なんだから。さて、今や誰もがステロイドを入手できるようになった。昔、某有名雑誌で、アーノルドがステロイドの服用を否定している記事を目にしたことがあるが、彼はアメリカにステロイドを持ち込んだ最初の人物だ。昔は誰もが使っていたよ。フランク・ゼイン、フランコ・コロンボ、俺、アーノルド、ラリー・スコット、ハロルド・プール、デイヴ・ドレイパー、スティーヴ・リーヴスもね。これは否定のしようがない。大した問題ではなかったんだ。今のボディビルダーたちほどではないが、服用していたよ。でも、薬の開発は異質なものだ。俺はナンドロロンとダイアナボルを使っていたが、これらは本当に凄い代物でね、ナンドロロンはそれほど悪いものだとは認識されていなかったんだ。「骨を丈夫にするから」って、医者が処方していたくらいだからね。現時点で体重が約91 kgの人が、半年後には約113 - 136 kgにまで増える！この場合、その人は、普通ならありえないものを服用しているんだ。「何も摂取してないよ」と言った場合、その人は嘘を吐いてるってことになる」
ステロイドの服用の撲滅と、国際オリンピック委員会への加入を目論む形で、国際ボディビル連盟は、ステロイドや違法薬物に対する薬物試験を導入することにした。しかし、競技に出場するにあたり、薬物を服用するボディビルダーは後を絶たない。
1990年に制定された規制物質法 (The Controlled Substances Act) にて、アメリカ連邦議会は「一覧表III」にアナボリック・ステロイドの名前を登録した。「ステロイドで強化された競技選手は、ステロイドを服用していない選手よりも有利であり、不公平である」という懸念があった。1988年、短距離走者のベン・ジョンソン (Ben Johnson) が、違法薬物を摂取したのを理由に金メダルを剥奪されたとき、精鋭競技は、努力や公正さよりも、「誰がより良い薬を持っているか」という様相を呈するようになった。時の上院議員、ジョー・バイデン (Joe Biden) は、議会が懸念していた事柄について、以下のように発言した。「…今後数年間で、オリンピックに出場する選手から、大学での運動競技、職業選手に至るまで、アメリカにおける運動競技に対する、一般市民からの強い反発が見られることでしょう。怒りの感情が高まりつつあり、それがどのような形で作用するのかは見当もつきません」
医師からの処方箋が無い状態でアナボリック・ステロイドを所有した場合、法律違反となる。この法律が施行されるまでは、ステロイドの服用は違法ではなかったことを忘れてはならない。1996年、カナダ議会は「規制薬物及び物質法」(The Controlled Drugs and Substances Act) を制定し、「一覧表IV」にアナボリック・ステロイドの名前を記載した。
アナボリック・ステロイドの副作用として、痤瘡（にきび）、脱毛、心臓病発症の危険性の増加、腎臓と肝臓の機能不全、高血圧、性的不能が報告されている。
また、アナボリック・ステロイドの服用行為は、1960年代には既に始まっていた。1980年代になると、複数の種類のステロイドに加えて、筋肉を肥大させる目的から、インスリン (Insulin) の服用も増えるようになった。
デイヴィッド・ロブスン (David Robson) は、ボディビルダーの多くがステロイドを服用している点、ステロイドの服用の問題点を認めながらも、「薬物の服用を完全に禁止した場合、ボディビルの魅力が奪われてしまうだろう」「IFBBがボディビルからステロイドを排除するのは現実離れしており、事実上、不可能だ」と力説している。
アナボリック・ステロイドのような薬物の服用により、ボディビルダーは筋肉の大きさや力強さと引き換えに、長期的には健康を危険に晒す恐れがあり、それによって、ボディビルの正当性は消滅の危機に直面している。

### ヴィンス・マクマホン
1990年、プロレスの普及推進を目指すヴィンス・マクマホン (Vince McMahon) は、「世界ボディビル連盟」(The World Bodybuilding Federation, WBF) の設立を考えていた。マクマホンは、この連盟の人材開発部長としてトム・プラッツを雇った。1990年9月15日、第26回ミスター・オリンピア競技会が開催された。マクマホンはトム・プラッツと一緒に会場に姿を見せ、雑誌『Bodybuilding Lifestyles』を宣伝していた。優勝したリー・ヘイニー (Lee Haney) が、ミスター・オリンピアの称号を授与されようとしていたその矢先、トム・プラッツが舞台の上で即興の演説を行い、WBFの設立と、IFBBの打倒を宣言した。この翌日、マクマホンは記者会見を開き、ウイダー兄弟を公然と批判し、「自分のWBFこそ、ボディビルの本来のあるべき姿』だ」と主張した。マクマホンの言葉は、IFBBが薬物検査を行おうとしない現況をそれとなく伝えるものであった。1990年、IFBBは厳格な薬物検査を実施し、出場選手の二割が「不合格」と認定された。マクマホンは、「ボディビルの行事を今よりも劇的なものにし、ボディビルダーたちが受け取る賞金をさらに増やす」と宣言し、ボディビルダーたちと高額の資金契約を結んだ。
ウイダー兄弟は、IFBBに所属する選手に対し、「WBFに加盟した者は、IFBBが主催する競技会において即座に失格とする」「新たな団体に加盟した場合、IFBBに戻ることは決して許可しない」と述べた。ウイダー兄弟は、『ミスター・オリンピア』の優勝者に贈呈する賞金を10万ドルに増やし、さらに、マクマホンに対抗するため、有料放送番組の検討を始めた。しかし、医師のジョージ・ザホリアン (George Zahorian) が、能力向上薬をWBFの選手たちに配布した容疑で逮捕・起訴され、懲役三年の実刑判決を言い渡された。その後、マクマホンは、選手たちの薬物検査を実施する趣旨を発表した。1992年7月15日、マクマホンはウイダー兄弟と電話会議を行い、ボディビル雑誌の生産を中止し、WBFを解団する趣旨を伝えた。ザホリアンに対する実刑判決は更なる調査につながり、WBFの選手たちに薬物を配布することを共謀した容疑でマクマホンが起訴されるまでに至った。1994年7月23日、マクマホンはすべての容疑で無罪となった。この一連の過程で、マクマホンは1500万ドルを失った、と伝えられた。

### 2000年代
2003年、ジョー・ウイダーは、『Weider Publications』を『American Media, Inc. AMI』に売却した。2008年10月にベン・ウイダーが亡くなったのち、IFBBの会長はラファエル・サントンハ (Rafael Santonja) が務めていた。2004年、ウェイン・デミリア (Wayne DeMilia) がIFBBから去ったのち、AMIがミスター・オリンピア競技会の宣伝を引き継ぐことになった。2017年には、別の企業と共同で行事を執り行っている。
ソ連崩壊後の東ヨーロッパにおいて、消費や娯楽の様式が広まるにつれて、ボディビルが普及するようになった。
ソ連においては、スティーヴ・リーヴスが主演した映画『ヘラクレス』が公開され、リーヴスの肉体が映し出されると、多くの男性がそれに影響され、身体を鍛えるようになった。1973年の春、国家競技委員会（ソ連競技省）の会議にて、当局者の一人は「ボディビルだって？筋肉を鍛えて、鏡の前で構えをきめる？我がソ連国民は、そんなことをしてどうしようというのだ？鏡に映った自分の姿を見て褒め称えるつもりか？」と述べた。ソ連において、ボディビルは公式に禁止となった。

### オリンピック
国際オリンピック委員会は、ボディビルを「運動競技」とは見做していない。ボディビルダーたちによる薬物乱用の問題が基本的な焦点となっている。主流のスポーツ界も、ボディビルを「運動競技」とは見做していない。

## 部門

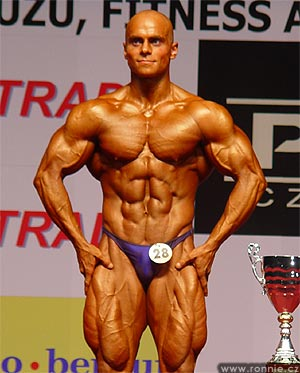
チェコ出身のボディビルダー、ルカーシュ・オスラギル (Lukáš Osladil)

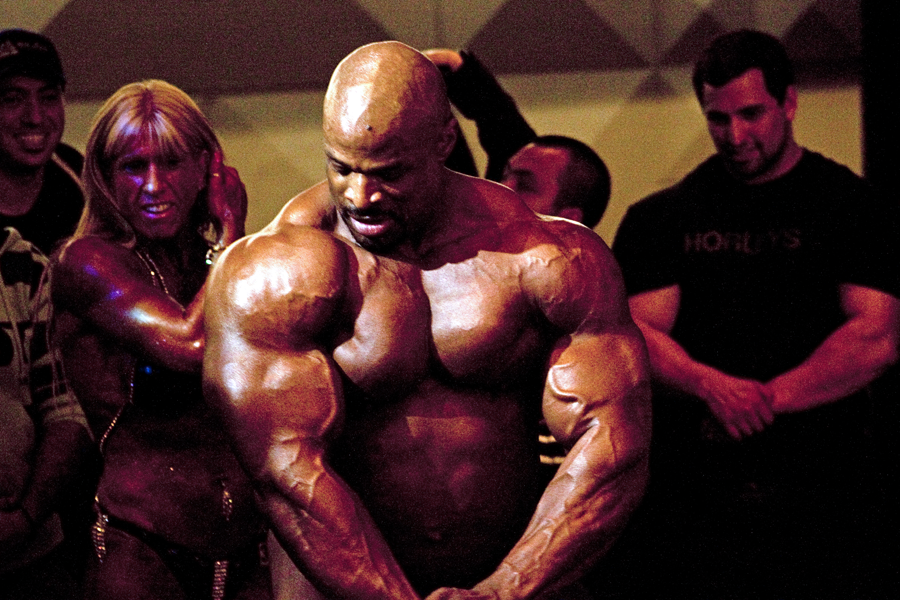
ロニー・コールマン（2009年10月17日）

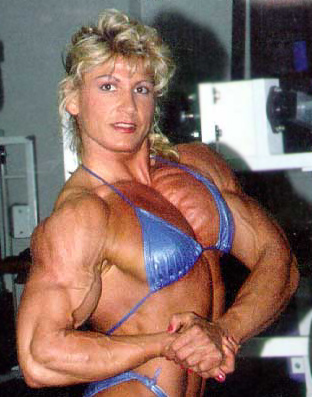
構えをきめるニッキー・フラー (Nikki Fuller)

### Professional
ボディビルの世界において、「Professional」という言葉は、ボディビル愛好家の立場で予選大会を勝ち抜き、ボディビル団体から「プロ・カード」(Pro Card) と呼ばれる厚紙を受け取ったボディビルダーを指す。これを獲得した者は、「Professional」（「本職、専門職」）という立場で、賞金が贈られる競技会に出場する権利を得られる。ただし、条件を満たせば自動的にこの地位が得られるわけではなく、自国内の連盟による推薦も必要となる。出資者と契約を結べば、金銭面で援助も受けられる。

### Natural
費用、健康問題、服用の違法性に対する懸念から、ボディビル団体の多くは、筋肉増強剤の服用を禁止とする「Natural」（「自然体」）と題した部門を設立している。アイヴァン・ブラスケス (Ivan Blazquez) は、「重要なのは、体調を整えることだ」と力説している。

### Men's Physique
2012年に初めて導入された。Physique（体格や身体付き）と言う単語の意味のとおり、体型、均整美（釣り合いの取れた美しさ）、筋肉質、身体の健康状態が審査の対象となる。出場選手たちは、舞台に上がったあとも、冷静さを維持しつつ、存在感を示し、自信に満ち溢れていなければならない。構えをきめ、様々な角度から筋肉を見せる。全体が均衡の取れた身体でなければならない。

### Classic Physique
2016年、全米体格委員会 (The National Physique Committee, NPC) と、国際ボディビル連盟は、新たな部門「Classic Physique」（「第一級体格」）を導入した。身長と体重に制限が課される。出場選手は、筋肉量や体格のみならず、「体調・健康状態、均整美・調和の取れた美しさ」も審査の対象となる。
1990年代に現われたドリアン・イェイツ (Dorian Yates) は、均整美を犠牲にして筋肉の大きさを追求した。このころから、細身と均整美よりも、体調と筋肉の質量が追求されやすくなった。アーノルド・シュワルツェネッガーは以下のように述べ、ボディビルの審査について苦言を呈している。
「審査の基準を変えないといけない。筋肉が多いだけで見た目が美しくない人間に報酬を与えるのは、もう止めるべきだ。スティーヴ・リーヴスが優勝したころの時代を見ればいい。彼の肉体を目にした者は、『こんな身体になりたい』『この男の美しさを見よ』と言ったが、現在の大会で優勝するような人たちは、そんなことは言わない。私が審査員に伝えたいのは、あらゆる要素を見る必要がある、ということなんだ。お腹が膨れている選手が多いんだよ…。昔はV字型の身体が美しい、とされていたが、今は違う。正当な人にこそ、報酬が与えられなければならない。然るべき人に報酬を与えれば、美しい肉体を手に入れるための鍛錬を、誰もが開始するだろう」
全米体格委員会の会長、ジェイムス・B・マニオン (James B. Manion) は、「『第一級体格』は、選手たちが自分の体格を表現する新しい方法を見つけることによって常に進化を続けています。選手たちが競技目標を実現するための舞台をNPCが提供できることを嬉しく思っています」「『第一級体格』においては、身体の釣り合い、均整美、美しい輪郭、引き締まった腰のくびれが、重要な要素となります。すなわち、筋肉と健康状態の調和が取れた美的資質が重視されるのです」と述べている。

### 女性のボディビルダー
1960年代に起こった女性の社会運動は、健康革命や1972年に成立した法律『Title IX』（アメリカ合衆国の公的高等教育機関において、男女の機会均等を定めた連邦法）と相まって、筋肉質な体格を含めた、女性美の新たな選択肢につながった。女性のボディビルダーたちは、「筋肉は男性だけのものではない」という趣旨をその身体で示すことにより、伝統的な女性らしさの限界を変えることになった。1978年、オハイオ州カントンにて、アメリカ女子体格選手権 (The U.S. Women's National Physique Championship) が開催された。専門職の女性のボディビル向けとしては、これが史上初の大会と見做されている。1980年には、『ミズ・オリンピア』（『Ms. Olympia』、当初は『Miss Olympia』）が開催された。
イーデス・コナー (Edith Conner) のように、75歳でボディビル大会に出場した女性もいる。
スターリング大学 (The University of Stirling) の研究者は、筋力鍛錬に従事する女性と面談し、その動機について調べている。
団体により女子カテゴリーの分類法や採用の仕方は大きく異なるが、概ね以下のようなカテゴリーに分かれる。
- ボディビル
- フィジーク
- ボディフィットネス/フィギュア
- ウェルネス
- ビキニ
- ビキニフィットネス
- フィットネス

## 競技会

### 構え
舞台に上がったボディビルダーたちは、「審美的に美しい」身体を提示しようとする。ボディビルダーたちは、舞台に立った際に、以下の構えをきめる。
- Quarter Turns（四分の一回転）
- Front Double Biceps（正面を向いて両腕の上腕二頭筋を見せる）
- Rear Double Biceps（背中を見せて、上腕二頭筋を見せる）
- Front Lat Spread（正面を向いた状態で、両手の拳を腰に当てて広背筋を広げながら呼吸し、胸部を膨らませる）
- Rear Lat Spread（背中を見せた状態で、両手の拳を腰に当てて広背筋を広げながら呼吸し、胸部を膨らませる）
- Side Triceps（片方の腕を下方向に向けて伸ばし、上腕三頭筋を曲げた状態で、審査員側に身体を向ける）
- Side Chest（ゆっくり深呼吸しながら胸を張り、両脚を少し曲げ、見せたいほうの腕を反対の手で掴み、上腕二頭筋を曲げる）
- Front Abdominal & Thigh（大腿部とふくらはぎを少し曲げ、両手を首の後ろに回し、肩を下げる）

2012年に導入された部門『Women’s Physique』（『女性の体格』）は、筋肉の量よりも美的感受性や体型が重視される。必須の構えは以下の5つである。
- Front Double Biceps（両手を開いた状態で、正面を向いて両腕の上腕二頭筋を見せる）
- Side Chest（腕を伸ばした状態で、ゆっくり深呼吸しながら胸を張り、両脚を少し曲げ、見せたいほうの腕を反対の手で掴み、上腕二頭筋を曲げる）
- Back Double Biceps（両手を開いた状態で、背中を見せて、上腕二頭筋を見せる）
- Side Triceps（脚を伸ばした状態で、片方の腕を下方向に向けて伸ばし、上腕三頭筋を曲げた状態で、審査員側に身体を向ける）
- Abdominals & Thighs（大腿部とふくらはぎを少し曲げ、両手を首の後ろに回し、肩を下げる）

デイヴィッド・ロブスンは、「ボディビルの競技会においては、構えが接戦の勝敗を左右する。構えの技術が拙劣であるゆえに、体格は優れていてもそれを十分に発揮できない人ほど、悪く見えてしまう」「敗れていったボディービルダーの多くは、筋肉を効果的に見せることができなかったのだ。審査員は、自分の目に映るものしか判断できないのだから」と書いた。
国際ボディビル連盟が定めた指針に基づく形で、審査員は、筋肉の発達に関連する特定の基準、「均整美と自然な審美に関連する筋肉の大きさ、形状、密度、皮膚の表面の細長い窪み、鮮明度」に従い、決定を下すにあたって明確な根拠を示す必要がある。「体格の均衡、輪郭、全体的な『雰囲気』の質、上半身と下半身の発達の均衡、身体の左右の調和を重視する」場合、審査が主観的になることは無い。「膨満した腹部や歪んだ筋肉は、体格全体に悪影響を与える」、あるいは「調和と自然な美しさを犠牲にした大きさの筋肉は好ましくない」と定められていれば、主観の入る余地はほとんど無い。

### 準備

#### 筋肉肥大と体脂肪減少
競技会が開催されない時期のボディビルダーは、筋肉量を増やす目的で、充分な量のタンパク質を摂取する。大会が開催される前の6 - 12週間前には、ボディビルダーは筋肉量を維持し、体脂肪を可能な限り減らそうとする。
一方、ボディビルダーのように、減量と増量を何度も繰り返していると、体内で分泌されるホルモンや、長期的には、将来的な体重減少に負担をかけることになる。

#### Clean Bulking
『Clean Bulking』とは、「余分な脂肪を増やさないようにしつつ、筋肉と筋力を付けるために、管理された食事法」を指す。カロリーだけでなく、「どんなものをいつ食べているか」も意識する必要がある。これは、より長い時間をかけて、その人が求める体脂肪と筋肉量の割合を達成するための方法である。脂肪を減らし、筋肉量を多く保つため、摂取カロリーが多い日と少ない日をそれぞれ設け、増量と減量の均衡を維持する。

#### Dirty bulking
栄養摂取の指針を考慮せず、できるだけ沢山食べて摂取カロリーを増やす行為を指す。「禁止の食べ物は無い」が、この食事法では肥満になる。過剰なカロリーの摂取は体脂肪の急激な増加をまねき、高血圧、心血管疾患、糖尿病の原因となる。豊富なカロリーは成長に役立つが、それが精製された食物繊維を含まない炭水化物であれば血糖値とインスリンの濃度を急上昇させ、「インスリン感受性」(Insulin Sensitivity) 低下、ならびに「インスリン抵抗性」(Insulin Resistance) と呼ばれる状態を惹き起こす。「インスリン感受性」の低下は、糖尿病の原因となるだけでなく、栄養素を筋肉細胞に運ぶのが困難になり、これは筋力鍛錬の成果の低下の原因にもなる。クレッグ・スティーヴンスン (Craig Stevenson) は、「（体重が増えたあとに）余分な脂肪を減らす目的で取る食事は、深刻なカロリー不足に陥り、筋肉が減りやすい状態につながる。この食事法は、大きな代償が伴う」と述べた。

## 筋肉の発達
筋肉の肥大を最大限にするにあたり、ボディビルダーは以下の事柄を心掛ける。
- 筋力鍛錬
- 鍛錬を終え、筋肉が損傷し、エネルギーの貯蔵が枯渇した際には、筋肉の再合成および再構築のために必要なものを摂取する
- 充分な休息と回復に専念する。これを怠ると、筋肉の成長と回復は低下し、疲れやすくなり、意欲も低下する

### 筋力鍛錬
身体への負担が激しい筋力鍛錬を行うと、筋肉に微細な裂傷が生じる。これは「遅発性筋肉痛」(Delayed Onset Muscle Soreness) と呼ばれ、運動を終えたあとに生じる痛みの原因となる。この微細な裂傷を修復させることにより、筋肉の成長に繋がる。運動を終えて二日以内に発生するが、筋肉が鍛錬に馴致するにつれて、痛みは減少していく傾向にある。
筋肉肥大は全てのボディビルダーの目標である。筋形質と筋原線維、この二種類の肥大を促進することにより、筋肉の成長と構築を完遂する。より大きな筋肉をもたらすのは筋形質の肥大である。筋形質の肥大は反復回数の増加で、筋原線維の肥大は重いものを持ち上げることでもたらされる。筋形質の肥大は筋肉を大きくするが、筋力は増えない。筋原線維の肥大は、筋力を向上させるために筋原線維が増加するが、筋肉量についてはわずかに増えるのみ。ボディビルダーが目的とするのは筋形質の肥大であるのに対し、筋原線維の肥大を目的とするのは運動競技選手や重量挙げの選手である。筋形質が肥大すると、筋肉細胞が貯蔵グリコーゲン (Glycogen) を多く蓄えるようになる。ボディビルダーにとって、グリコーゲンの生産量を増やすことは重要であり、そのためにはより多くの炭水化物を食べる必要がある。重量挙げの目標は最大重量のベンチ・プレスを持ち上げられるようにすることであり、ボディビルの目標は筋肉を最大限に増やし、体脂肪を可能な限り減らすことを重視する。

### 栄養摂取
一般には、ボディビルダーは筋力鍛錬と筋肉量の増加に向けて、多くのカロリーを摂取する。炭水化物、タンパク質、脂肪の摂取比率は、ボディビルダーによって異なる。

#### 炭水化物
炭水化物を摂取すると消化・吸収された糖類が血糖値を上昇させ、その上昇した血糖値を下げるため膵臓からインスリン (Insulin) が分泌される。インスリンとは、膵臓のランゲルハンス島にあるβ細胞 (Beta Cells) から分泌されるペプチド・ホルモンである。細胞によるブドウ糖の取り込みを促進し、炭水化物、脂質、タンパク質の代謝を調節し、分裂を促進する効果を通じて細胞分裂と成長を促し、正常な血糖値を維持する。
インスリンには、アナボリック・ステロイドと同じく、筋肉の成長と増幅を促進する同化作用 (Ababolism) がある。インスリンは筋肉細胞におけるタンパク質の分解を抑制・妨害し、それによってタンパク質の同化作用を促進する。インスリンの存在無くしてタンパク質の合成の促進は不可能であり、インスリンの分泌を刺激する炭水化物とタンパク質を摂取しない限り、筋肉量を増やすことは不可能である。ボディビルダーがタンパク質と炭水化物を大量に摂取するのはこれが理由である。
GI値 (Glycemic Index) が低い炭水化物や、消化に時間が掛かる炭水化物を食べる場合、デンプンを多く含むものよりも安定した形でエネルギー源にできる。しかし、運動前、運動中、運動を終えた直後に、消化の早い炭水化物（純粋なブドウ糖か、マルトデキストリン）を摂取するボディビルダーもいる。これは、筋肉内に貯蔵グリコーゲンを補充し、筋肉細胞においてタンパク質の合成を刺激する意図がある。
グリコーゲン1 gにつき、脱水状態の筋肉内に最低でも3 - 4 gの水分が蓄えられる。炭水化物の摂取による負荷に水分補給が組み合わされると、最大で17 gとなる。競技会に向けて、ボディビルダーが炭水化物の摂取量を増やすと、競技会の当日に、上腕二頭筋の厚さが増加したことが確認された。

#### タンパク質

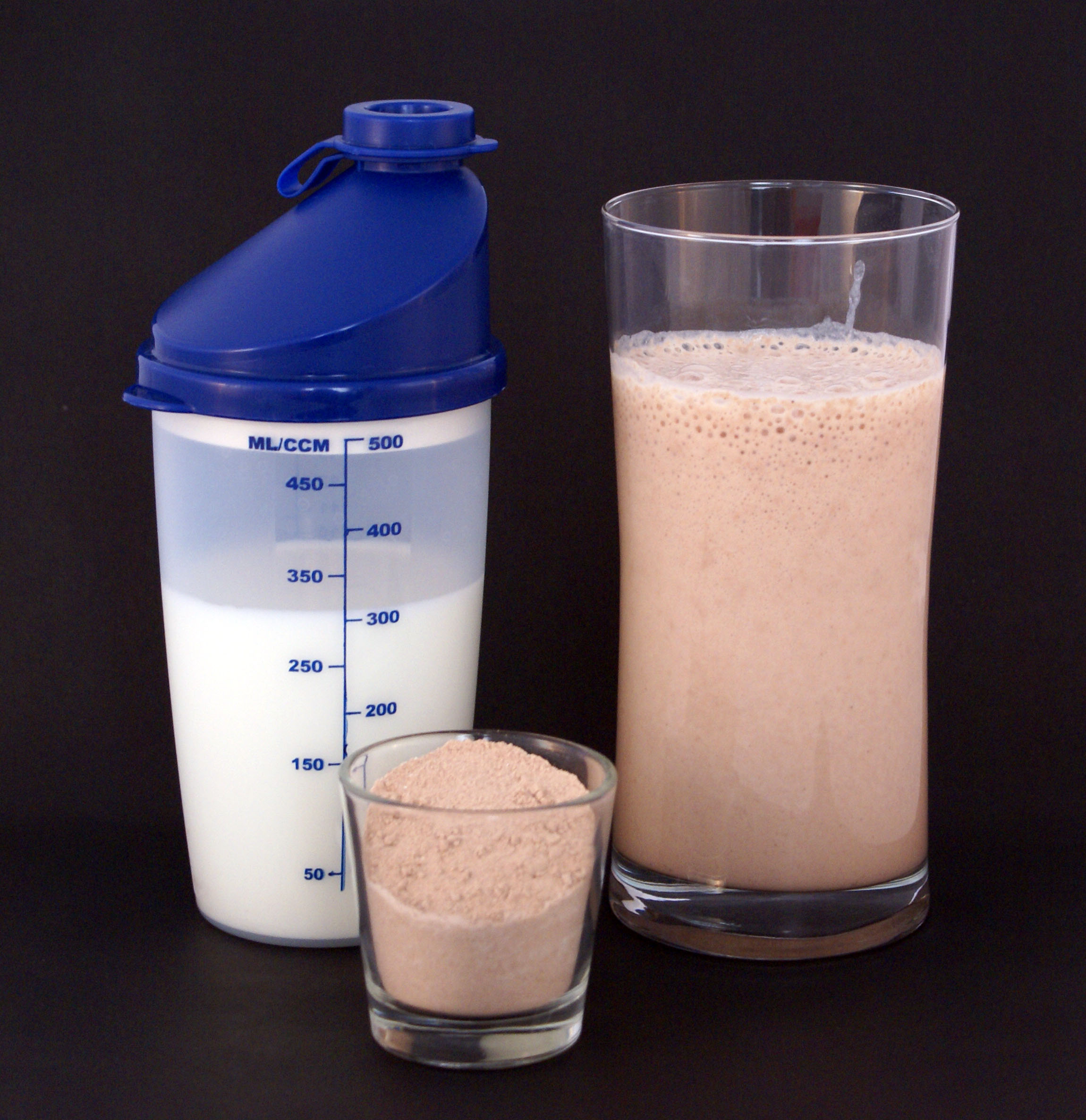
粉末状のプロテインを牛乳と混ぜて作ったもの（写真右）

ボディビルダーは、体組成の維持および改善のため、総摂取カロリーの25 - 30%をタンパク質から取ることが推奨されている。肉・魚・卵・乳製品といった動物性食品や、ナッツ、種子、豆類はタンパク質を豊富に含む。タンパク質を摂取することにより、筋肉の成長と筋力鍛錬後の回復の際にアミノ酸が供給される。
カゼインやウェイは牛乳に多く含まれ、市販のプロテインに混ぜられることも多い。また、ウェイはインスリンの分泌を強力に刺激し、カゼインを摂取したときの2倍の量のインスリンが分泌される。
大豆には植物性のエストロゲン (Phytoestrogen) が含まれるが、これの濃度が高い場合、ホルモン受容体の部位にて、男性の体内で分泌されるエストロゲン (Estrogen) と競合し、エストロゲンの作用は阻害される。過剰な量のエストロゲンは排泄され、脳下垂体の機能は阻害される。男性のエストロゲン受容体の数は、女性のそれに比べると少ない。
ボディビルダーは炭水化物とタンパク質を沢山摂取するが、前述のとおり、この二つはインスリンの分泌を刺激するためである。なお、タンパク質はインスリンだけでなく、グルカゴン (Glucagon) の分泌も刺激する。グルカゴンは、膵臓のランゲルハンス島にあるα細胞 (Alpha Cells) から分泌されるペプチド・ホルモンである。グルカゴンの分泌を最も強力に刺激する要因は低血糖である。グルカゴンには、肝臓におけるブドウ糖の産生を刺激し、それによって正常な血糖値を維持しようとする作用がある。グルカゴンは、肝臓における脂質とアミノ酸の代謝にも関係し、安静時のエネルギー消費量を増加させる作用がある。グルカゴンは、肝臓のブドウ糖産生を刺激することにより、血糖値の恒常性を維持する機能があり、これは人体において重要な役割を果たす。インスリンの作用の一つであるブドウ糖の蓄積とは対照的に、グルカゴンはブドウ糖を動員するホルモンとして作用する。これらの対極的な作用に従い、高血糖になり、膵臓のβ細胞からインスリンが分泌されると、グルカゴンの分泌は阻害されるが、低血糖状態になると、グルカゴンの分泌が刺激される。正常な血糖値の維持機能は、インスリンとグルカゴンの分泌の均衡によって決まる。

#### 食事の回数
「食事誘発性熱産生」（Diet Induced Thermogenesis, 食べ物の摂取に伴う身体のエネルギー消費量の変化について示したもの）については、一日に複数回の食事を取っても、身体のエネルギー消費に影響は見られなかった。「一日二食」と「一日七食」を比較しても、身体のエネルギー消費量や、食事誘発性熱産生には、有意な変化は観察されなかった。

#### 栄養補助食品
筋肉の構築と体脂肪の減少において、栄養の摂取は重要な役割を果たす。ボディビルダーはさまざまな栄養補助食品を摂取することもある。筋肉量を増やし、脂肪減少を促進し、関節の健康状態を改善し、男性ホルモンの一種であるテストステロン (Testosterone) の産生量を増やし、鍛錬の質を強化し、栄養不足の防止を目的に、さまざまな製品が出ている。

### 薬物
アナボリック・ステロイドや、ホルモン前駆体を服用することで筋肉肥大を目指すボディビルダーもいるが、アナボリック・ステロイドの服用の副作用として、肝臓の障害（肝毒性）、乳房の肥大、痤瘡、男性型脱毛症の早期発症、テストステロンの産生量の低下、精巣（睾丸）の萎縮が惹き起こされる可能性が指摘されている。ヒト成長ホルモン (Human Growth Hormone, HGH) は、「女性的な容姿を維持しつつ」、大きな筋肉を付ける目的で、女性のボディビルダーが服用する。高齢者においては、加齢に伴う生物学的な老化により、成長ホルモンやテストステロンの濃度が低下し、筋肉の発達に不利な代謝変化が多く生じるため、若者に比べて筋肉の成長が難しくなる。臨床研究によれば、ヒト成長ホルモン欠乏症が認められる成人に対する、少量のHGHを投与した治療は、筋肉量の増加、体脂肪の減少、骨密度と筋力の増加、心血管媒介変数の改善、重大な副作用を伴うことなく、生活の質に影響を与えることにより、身体組成が変化することが示された。齧歯類においては、金属結合性タンパク質遺伝子 (Metallothionein Gene) の発現を単離すると、「AKT信号伝達経路」が活性化し、筋管体積の増大、IIb型繊維 (Type IIb Fiber) の肥大、ひいては筋力の向上が観察された。

#### 筋肉細胞への油の注入
ボディビルダーの中には、筋肉を膨張させる目的で、筋肉細胞にシンソールと呼ばれる合成油脂を注射して取り込む者もいる。シンソールを上腕二頭筋に注射した場合、一回の注射で約2.5 cm膨らませる作用がある。1990年代、ドイツ人のクリス・クラーク (Chris Clark) が、この合成油脂 (Synthol) を開発した。
アメリカ合衆国においては、アクリル樹脂は『Artefill』というブランド名でFDAから法的認可を受けているが、大臀筋を強化する目的での摂取は厳禁となっている。
ボディビルにおいては外見が重要視される。筋肉の発達や性能を高めるよりも、見た目を重視する目的から、薬物に手を出す者もいる。
競技会に出場するボディビルダーは、筋肉の大きさや不釣り合いな形状を均一なものにするため、筋肉にシンソールを注射していた。やがて、より筋骨隆々の肉体に見せる目的で、シンソールを腕に大量に注入するボディビルダーが現われるようになった。この行為は、「fluffing」（「膨張」）と呼ばれる。世界重量挙げ連盟会長、マウロ・ディ・パスクワレ (Mauro Di Pasquale) は、筋肉に油を注入する行為について、「筋肉を大きく見せる作用こそあるが、実際には筋肉の弱体化に繋がる」と述べた。ステロイドが実際の筋肉の大きさや質量を増やす作用があるのに対し、シンソールの注入は、筋肉を大きく見せる「だけ」である。あくまで外見重視を目的とし、実際の筋肉の強さには貢献しない。
シンソールの内訳は、85%が油で、7.5%がリドカイン（Lidocaine, 局所麻酔薬として使われる）、残りの7.5%はアルコールである。規制された薬物ではなく、インターネットで購入も可能。

#### 禁忌
筋肉の外観を良くする目的で油を注入する行為は、ボディビルダーの間では一般的なものとなっている。1899年には廃れていたが、ステロイドの代替手段としてボディビルダーが再び使うようになった。しかし、この行為は、肺塞栓症、神経の損傷、感染症、硬化性脂肪肉芽腫、脳卒中、筋肉内に油で満たされたことで生じる肉芽腫、嚢胞や潰瘍を形成する可能性が報告されている。
稀な事例ではあるが、筋肉のさらなる損傷を避けるため、死亡事故を防ぐため、外科治療が必要となる場合がある。筋肉にごま油を注射し続け、重度の筋肉痛と紫斑で入院したボディビルダーの身体は、血管炎のようなアレルギー反応が起こっていた。油を注入して膨らませた筋肉は、実際には発達しておらず、重力に負けて筋肉が垂れ下がって変形してしまい、そのせいで組織が炎症を起こす場合もある。血管に直接注射することで、神経が押し潰されて痙攣を起こし、血管が潰れて血流が遮断されたり、致命的な肺塞栓症を惹き起こす危険がある。シンソールの購入は違法ではないうえに、筋肉を膨らませる目的で作られたものでもないため、法律では防げない。

### 休息
鍛錬のあとは、一日から二日かけて休ませる。これにより、筋肉に修復と治癒が発生する。体重を減らしたい場合でも、定期的な休息日を確保する。筋肉の発達において、休息を取ることは、運動と同じぐらいに重要な要素である。重いものを持ち上げると、筋肉組織が壊れて裂ける。筋繊維が成長し、再び重いものを持てるようになるためには、筋繊維が完全に治癒して回復した状態に戻る必要がある。回復手段として、鍛錬を終えたのち、按摩を行うボディビルダーもいる。

### 過剰鍛錬
運動は身体に有益な効果をもたらす可能性があるが、精神衛生に悪影響をもたらす可能性も指摘されている。
「Overtraining」（「過剰鍛錬」）とは、好ましくない水準に至るまで鍛錬を段階的に増やす行為を指す。運動依存症 (Exercise Addiction) とは、身体、心理、精神に損壊をもたらす可能性のある、運動に対する過剰で不健康な依存状態を指す。運動に励む者たちは、自分の限界に挑戦し、向上を目指す傾向にあるが、このような欲求は、依存症に繋がることもある。これは、肉体的にも精神的にも多くの問題を惹き起こし、非常に深刻な結果をもたらす恐れがある。多くの場合、このような状態を生み出すのは、硬直した希薄な社会的美学である。過剰鍛錬は、運動療法による生理的な欲求が、身体の調整能力を上回っている状態でもある。過剰鍛錬の影響は全身に亘り、神経内分泌系、免疫系、心血管系、筋骨格系、生理学的な器官に悪影響を及ぼす。過剰鍛錬を避けるにあたっては、健康的な睡眠、栄養の摂取、精神衛生の管理が重要となる。これらは、運動や休息計画と同様に、鍛錬計画の一部に組み込む必要がある。
高強度の鍛錬が頻繁である場合、中枢神経系が刺激されることでアドレナリン（Adrenaline, 緊張状態に晒されると、副腎から分泌されるホルモン。心拍数、血圧、血糖値を上昇させる）が亢進し、安定した睡眠が妨害される原因となる。
筋肉異形症 (Muscle Dysmorphia) は、男性のボディービルダーが陥りやすい。「自分の筋肉量は不充分である」と感じており、鍛錬施設で何時間も過ごしたり、効果の無い補助食品に多額のお金を費やし、食事様式が異常になり、薬物の乱用に走ることがある。
雑誌『Muscle & Fitness』内の記事「Overtrain for Big Gains」では、「過剰鍛錬は短期間であれば有益である」と主張している。休息から再生する局面において、埋め合わせのために、意図的に過剰鍛錬に励むもので、「急性超微細循環」と呼ばれ、ソ連の競技選手たちがこの方法を採用していた。

### 鍛錬死
過度なトレーニング等から若くして亡くなるケースもある。
- マッスル北村(1960年10月 - 2000年8月。39歳没)
- 北村克哉(1985年12月 - 2022年10月。36歳没)
- イリア・ゴーレム（英語版）(2018年4月 -  2024年9月。36歳没)
- リュ・ジェヒョン(1980年4月 - 2024年6月。44歳没)[106]
- マテウス・パブラク(-2024年9月。19歳没)[107]
- パク・スンヒョン(1990年7月 - 2025年1月。34歳没)[108]